# Hotel Portofino
Hotel Portofino ist eine britische Drama-Fernsehserie, die von Matt Baker erdacht und geschrieben sowie von Adam Wimpenny gedreht wurde. Sie spielt 1926 in einem britischen Hotel in Italien. Die erste Staffel erschien am 27. Januar 2022 bei Britbox, die zweite am 12. Februar 2023. Sie wurde um eine dritte Staffel verlängert.

## Handlung
1926 eröffnet die vornehme Engländerin Bella Ainsworth im italienischen Portofino ein Hotel im britischen Stil. Aber schon bald muss Bella sich nicht nur um die Führung des Hotels und der Angestellten sowie um die Zufriedenstellung der Gäste kümmern, sondern wird auch von einem Mussolini-nahen Lokalpolitiker der Faschisten schikaniert. Ihren Mann wiederum verwickelt ebendieser in krumme Geschäfte mit Mafiosi.
Der Neuanfang erfolgt unter anderem auch, weil ihr Sohn Lucian ein Trauma aus dem Ersten Weltkrieg mit sich trägt. Er soll nach dem Willen seines Vaters und der Aristokratin Julia Drummond-Ward mit deren Tochter Rose verlobt werden. Allerdings führt Lucian bereits eine Affäre mit einer Angestellten, weckt Gefühle in der neuen Nanny seiner Nichte und auch sein bester Freund Anish ist heimlich in ihn verliebt.

## Figuren

### Familie Ainsworth
- Bella Ainsworth leitet das Hotel britischen Stils in Portofino. Sie hat es mit finanzieller Hilfe durch ihren Vater aufgebaut, die sie ihm vollständig zurückzahlen will, um ihm nichts zu schulden, weshalb das Hotel ein besonderer Erfolg sein muss. Sie ist offen, herzlich und romantisch veranlagt und will für ihre Kinder, die Angestellten und Gäste, dass sie glücklich sind, ohne Lebensweisen zu verurteilen. Sie selbst hat einem heimlichen Geliebten, Henry Bowater, Briefe geschrieben, während ihr Mann auf Reisen war, was dieser aber entdeckt. Bella will politisch neutral bleiben, muss sich aber gegen die Schikanen eines faschistischen Politikers wehren. Bella macht den Neuanfang, weil sie ihren jüngsten Sohn Lawrence an die Grippe verloren hat.
- Bellas Mann Cecil Ainsworth ist ein Adeliger und Geschäftsmann, der allerdings das Geld immer schnell verprasst und deswegen mit krummen Geschäften wieder hereinzuholen versucht. Er unterstützt Lucians Ambitionen als Maler nicht, weil dies kein sicherer Weg zum Geldverdienen sei, sondern will dessen Verlobung mit Rose, der Tochter seiner guten Freundin Julia Drummond-Ward, arrangieren. Sein Bruder ist der Viscount Edmund Hodden in England.
- Lucian Ainsworth ist der Sohn von Bella und Cecil. Er wurde im Ersten Weltkrieg verwundet, was Narben auf seinem Rücken sowie traumatische Erinnerungen hinterlassen hat, von denen er sich an der italienischen Küste erholt. Er soll Rose Drummond-Ward heiraten, führt aber eine Affäre mit der Hotelangestellten Paola. Er ist großer Tennisfan und ein begabter Maler, was er auch Rose beizubringen versucht. Auch wenn er sich darum bemüht, Rose zu unterhalten, und so seiner Aufgabe nachkommt, amüsiert und entspannt er sich im Hotel und der Stadt auf verschiedene Weisen lieber, als seine Zukunft zu sichern. Dennoch gibt er am Ende der ersten Staffel schließlich nach, sich mit Rose zu verloben. Die Ehe in England verläuft allerdings ohne Intimitäten, sodass er sich wieder im Hotel Constance hingibt und ihr die Liebe gesteht.
- Alice Mays-Smith, die Tochter von Bella und Cecil und Lucians Schwester, ist Kriegswitwe mit einer kleinen Tochter namens Lottie. Sie ist reserviert und verurteilend, was dazu führt, dass sie von mehreren der Gäste eher ignoriert und außen vor gelassen wird. Dennoch baut sie langsam eine Freundschaft zu Melissa de Vere auf und weckt Gefühle des Grafen Albani, dessen Antrag sie nicht annimmt. Nach einem Urlaub in Saint Tropez kehrt sie mit einem Verlobten zurück, kann aber rechtzeitig erkennen, dass er ein Dieb und Betrüger ist, und bekennt sich schließlich zu Albani.

### Angestellte
- Betty Scanlon ist eine langjährige Angestellte der Ainsworths aus England und im Hotel die Köchin, wobei sie anfangs Schwierigkeiten mit der italienischen Küche hat. Ihr Sohn William, genannt Billy, ist der Hotelkellner. Er ist in der Stadt mit anderen Arbeitern befreundet und gerät in Konflikt mit den Faschisten. Deswegen und wegen seiner niederen Herkunft wird er im Kriminalfall schnell und ungerecht vorverurteilt.
- Constance Marsh kommt als neue Nanny für Lottie Mays-Smith in das Hotel, da ihre Mutter Fanny mit Betty Scanlon befreundet ist, die sie nun unter ihre Fittiche nimmt. Nachdem Lottie bei ihren Großeltern unterkommt, wird Constance zur stellvertretenden Leiterin befördert. Sie verliebt sich in Lucian, trägt aber als Geheimnis mit sich, dass sie einen unehelichen Sohn namens Tommy hat, der von ihrer Mutter aufgezogen wird. Als diese einen Schlaganfall erleidet und sich nicht mehr um ihn kümmern kann, muss Constance nach England zurückkehren.
- Paola ist eine italienische Hotelangestellte, die sowohl in der Küche als auch den Zimmern hilft. Sie hat eine hauptsächlich sexuelle Affäre mit Lucian, aber ist dennoch getroffen von intimen Momenten zwischen ihm und Rose oder Constance.
- Der Hotelangestellte Francesco wird vor allem von Cecil für Aufgaben beansprucht, darunter für seinen Plan, das Gemälde verschwinden zu lassen, um es weiterverkaufen zu können. Es stellt sich aber heraus, dass er ein Verwandter und Spion Danionis ist.
- Marco Bonacini ist ein Architekt, der von Bella für Erweiterungsarbeiten am Hotel angestellt wird. Er hatte ein Architekturbüro, das er wegen Danionis Sabotage aufgeben musste. Zwischen ihm und Bella entwickeln sich Gefühle. Seine Gehilfen, der ältere Salvatore und der junge, muskulöse Bruno sind wiederum an Betty und Paola interessiert.

### Gäste
- Dr. Anish Sengupta, genannt Nish, ist Lucians bester Freund und lebt mit ihm im Hotel. Er war gemeinsam mit ihm im Krieg und hatte seine Verletzung versorgt. In der Stadt zeigt er Interesse an den Aktivitäten der Antifaschisten und gibt den Avancen von Gianluca Bruzzone nach. Sie schlafen miteinander, aber Anish geht zunächst nicht mit ihm weg, da er heimlich in Lucian verliebt ist. Nur Claudine, mit der er sich anfreundet, erkennt dieses Geheimnis. Nachdem Lucian sich mit Rose verlobt, fährt Anish schließlich doch zu Gianluca nach Turin.
- Julia Drummond-Ward ist eine britische Aristokratin und alte Liebe von Cecil, mit dem sie die Verlobung ihrer Kinder arrangieren will. Julia tritt sehr hochnäsig und kritisch auf. Das Verhalten ihrer Tochter Rose, die mit Lucian verheiratet werden soll, kontrolliert sie stets scharf, damit diese sich nach ihren Vorstellungen benimmt und so einen guten Eindruck machen soll. Rose erscheint daher zurückhaltend und ängstlich, auch schließlich in er Ehe mit Lucian, die sie nicht wollte. Nachdem sie erkennt, dass er Constance und nicht sie liebt, stürzt sie sich ins Meer.
- Die Dame Lady Latchmere erscheint anfangs altmodisch und herrisch, auch weil ihr das italienische Klima nicht bekommt, aber öffnet sich bald Bella, der sie die Geschichte ihres verstorbenen Sohnes erzählt. Sie residiert im Hotel mit ihrer Nichte Melissa de Vere als Gesellschafterin, die selbst eher schüchtern ist, die anderen Gäste aber aufregend findet und sich mit Alice anfreundet.
- Jack Turner ist ein amerikanischer Kunsthändler, dem Cecil ein Gemälde als einen Rubens auszugeben versucht. Er erkennt schnell, dass es nicht der Fall ist, aber lässt sich auf einen Deal ein. Er kommt ins Hotel mit seiner Partnerin, der afroamerikanischen Tänzerin Claudine Pascal. Ihre Herkunft und ihr freizügiges Verhalten sorgen für Aufsehen in der italienischen Stadt. Turner gerät in Verdacht, Cecil betrügen zu wollen, als das Gemälde aus seinem Zimmer verschwindet. In der zweiten Staffel gerät Claudine in einen Skandal und ins Visier der Paparazzi, weil ihr eine Affäre mit einem Schauspielkollegen unterstellt wird.
- Graf Carlo Albani und sein Sohn Roberto Albani sind italienische Gäste des Hotels. Der Graf fühlt sich aber auch England verbunden. Carlo freundet sich mit Bella an und vermittelt für sie mit den italienischen Behörden.  Während Roberto versucht, Claudine zu verführen, bekundet Carlo schließlich Interesse an Alice, auch mit der Aussicht, dass er sich finanziell um sie und Lottie kümmern würde.
- Pelham Wingfield, der mit seiner Frau Lizzie in das Hotel kommt, ist ein professioneller Tennisspieler, derzeit aber zur Enttäuschung seiner Frau schon länger nicht mehr erfolgreich. Dennoch ist Lucian ein großer Fan von ihm. Als Pelham für ein Tennisturnier die Stadt verlässt, gerät er bezüglich des verschwundenen Bildes in Verdacht. An Geld kommt er aber stattdessen, indem er gegen sich selbst wettet. Lizzie wünscht sich seit längerem ein Kind, doch herrscht aufgrund von Pelhams Misserfolgen zwischen ihnen sexuell Flaute, sodass Claudine ihr hilft, wieder Leidenschaft ins Bett zu bringen.

Staffel 2
- Jane und Patricia Dodsworth sind Schwestern, die mit ihrem Hund Bubbles, einem Pommeraner, ins Hotel gekommen sind. Sie bereiten aufgrund kleinlicher Krittelei und Extrawünschen, weil sie Vegetarier sind, dem Personal Schwierigkeiten, das sie verdächtigt, anonyme Hotelprüfer zu sein. Bei ihrer Abreise lassen sie den Hund zurück.
- Jonathan Bertram wohnt mit seiner stets schlafenden Mutter im Hotel. Er hat eine Kriegsverletzung am Bein und ist Schriftsteller, weswegen er immer wieder in ein Notizbuch schreibt. Erst nach seiner Abreise stellt sich heraus, dass er der anonyme Prüfer war.

### Andere
- Vincenzo Danioni ist ein Lokalpolitiker im Gemeinderat von Portofino und Mitglied der Faschistischen Partei, weswegen er Vorurteile gegen Engländer hegt. Durch seine Handlanger und Kontakte überall in der Stadt entgeht ihm nichts, was passiert. So erpresst er Bella um Geld und schikaniert sie mit Drohungen, das Hotel schließen zu lassen. Auch auf Cecil übt er manipulativ Druck aus.
- Gianluca Bruzzone ist ein antifaschistischer Widerstandskämpfer in Portofino. Er hält auf Treffen Reden und verteilt verdeckt Flugblätter gegen Mussolini. Nachdem er einmal Lucian und Anish gegen die Faschisten hilft, entwickelt sich ein Verhältnis zwischen ihm und zweiteren. Schließlich fährt er nach Turin, um den Widerstand in die Städte zu tragen. Ein Anschlag auf einen turinischen Parteivorsitzenden führt dazu, dass sie beide gesucht werden und fliehen müssen. Gianlucas Vater Bruzzone ist Anwalt in Portofino.
- Luigi Farrino ist ein italo-amerikanischer Gangster aus Detroit, der in Santa Margherita ein Casino übernimmt und neueröffnet. Er konspiriert mit Danioni und Cecil, den die beiden betrügen, um an schmutzigen Geschäften zu verdienen und Geld zu waschen.
- Victor Michel ist Alices neuer Verlobter aus Saint Tropez, dessen Familie ein Hotel am Genfer See haben soll. Es stellt sich aber heraus, dass er ein Betrüger auf der Flucht unter falschen Namen ist.

## Episoden

### Staffelübersicht
| St. | Ep. | Drehbuch   | Regie         | Veröffentlichung Vereinigtes Königreich | Veröffentlichung Deutschland |
| --- | --- | ---------- | ------------- | --------------------------------------- | ---------------------------- |
| 1   | 6   | Matt Baker | Adam Wimpenny | 27. Januar 2022 – 3. März 2022          | 26. Januar 2023              |
| 2   | 6   | Matt Baker | Adam Wimpenny | 17. März 2023 – 21. April 2023          | 11. August 2023              |
| 3   | 6   | Matt Baker | Jon Jones     |                                         | 1. August 2024               |

### Staffel 1
| Nr. | Titel             | Inhalt |
| --- | ----------------- | --- |
| 1   | First Impressions | Die Drummond-Wards, Constance Marsh und die Turners kommen an. Cecil fasst den Plan, Jack Turner ein Gemälde vermitteln zu lassen. Vincenzo Danioni fängt Bellas Briefe ab und beginnt sie zu erpressen. |
| 2   | Lessons           | Cecil telegrafiert seinem Bruder, ihm ein Gemälde zu schicken, und stellt Jack in Aussicht, dass es ein Rubens sei. Lucien geht mit den Drummond-Wards an den Strand, um mit Rose zu malen; Alice mit anderen Gästen in die Kirche. Danioni schikaniert Bella, indem er Essenslieferungen unterbindet. Nachts wird Billys Freund von Faschisten verprügelt. |
| 3   | Invitations       | Lucian spannt Billy ein, Pelham Wingfield ein Fahrrad zu besorgen. Lucian und Anish erhalten Hilfe von dem Antifaschisten Gianluca. Cecils Gemälde kommt an, der darüber einen Deal mit Jack aushandelt. Als ein Teil zum Supper beim hiesigen Adel fährt, bleibt Rose ohne ihre Mutter zurück. Claudine und Champagner helfen ihr, mit und vor Lucian ausgelassen zu tanzen. Als Lucian und Anish ein Treffen der Antifaschisten besuchen, kommt auch die Polizei. |
| 4   | Uncoverings       | Gianluca hilft Anish, vor Danionis Männern zu entkommen. Später schlafen sie miteinander. Bella bittet Julia und Cecil, Abstand von der Verlobung ihrer Kinder zu nehmen. Alice erhält ein Schmuckgeschenk vom Grafen Albani, akzeptiert es aber nicht, worauf er seinen Sohn als Schenker darstellt. Beim Schwimmen zeigt Lucian Constance eine luminiszierende Höhle, die dabei auch seine Kriegswunden sieht. Cecil präsentiert den Gästen das Gemälde, das 100.000 Pfund wert sei. Danioni denunziert Billy wegen des angeblich gestohlenen Fahrrads und gibt Cecil einen von Bellas Briefen. Gianluca, der nach Turin fährt, hinterlässt Anish Flugblätter, die Billy unter Lady Latchmeres Bett versteckt. Das Gemälde wird in Jacks Zimmer verwahrt. |
| 5   | Discoveries       | Danioni lässt die Küche inspizieren und droht, das Hotel schließen zu lassen. Nachdem Wingfield das Hotel verlassen hat, ist das Gemälde verschwunden. Billy wird wegen des Fahrrads im Nebengebäude eingesperrt und schnell auch wegen des Gemäldes verdächtigt. Auch Jack und Cecil verdächtigen sich gegenseitig, einander zu betrügen. Anish fürchtet, dass bei der Durchsuchung die Flugblätter entdeckt würden. Obwohl Lady Latchmere die Verantwortung übernehmen würde, ist dies überraschend nicht notwendig, weil Constance sie verwahrt hat. Albani überredet Danioni, vorerst von der Drohung gegen Bella abzulassen, der dafür Cecil aufwiegelt. Dieser schlägt Bella wegen ihrer Briefe ins Gesicht. |
| 6   | Denouements       | Cecil fährt nach Genua, um sich über Danioni zu beschweren, verkauft dort aber auch das Gemälde, das er selbst durch einen Angestellten verschwinden ließ. Claudine hilft Bella wegen ihrer Verletzung. Wieder in Portofino zahlt Cecil Danioni aus, damit Billy freigelassen wird. Alice ist empört, als sie herausfindet, dass Constance ein uneheliches Kind hat, aber ihre Mutter ermahnt sie, weniger zu urteilen. Lucian gibt seinem Vater nach und verlobt sich mit Rose vor ihrer Abreise, obwohl keine Anziehung zwischen ihnen besteht. Anish, der heimlich in Lucian verliebt ist, reist daraufhin Gianluca nach. Wingfield kehrt zurück als Verlierer des Turniers, aber mit Geld, weil er gegen sich gesetzt hat. Carlo Albani bekennt gegenüber Alice, dass er und nicht sein Sohn Gefühle für sie hat. Bella akzeptiert Cecils Geld und Versöhnungsversuch nicht. |

### Staffel 2
| Nr. | Titel            | Inhalt |
| --- | ---------------- | --- |
| 1   | Returns          | Lucian, dessen Ehe ohne Intimitäten verläuft, reist ohne Rose nach Portofino, wo seine Mutter mit dem Architekten Bonacini einen neuen Badebereich für das Hotel plant. In Turin plant Gianluca einen Anschlag auf einen Ortsvorsitzenden. Cecil, der an Alkoholschmuggel in die Vereinigten Staaten beteiligt ist, wird von Danioni kontaktiert, dass Geschäftspartner ihn in Italien treffen wollen. Als Alice zum Urlaub nach Saint Tropez aufbricht, kommt wiederum Cecil an. |
| 2   | Alliances        | Das Personal erwartet einen anonymen Prüfer des Green Guide und vermutet, es seien die Dodsworth-Schwestern. Lucian und Constance verbringen einen Tag in Genua. Von dort erhält Bella einen Brief Henrys. Wegen der Kosten muss sie die Bauarbeiten verschieben, Cecil aber bietet ihr dafür Geld aus seinen Investitionen an. Claudine flüchtet vor Paparazzi zu Bella. Betty hat einen Brief aus England, dass Constance zurückkehren müsse, weil ihre Mutter sich nicht mehr um Tommy kümmern kann. Bei dem Anschlag wird Anish durch eine Bombe verletzt und Gianluca gesehen. |
| 3   | Comings Together | Cecil trifft mit Danioni den Casinobetreiber Farrino, der fordert, dass die Lieferungen vergrößert werden sollen. Billy erkennt in der Zeitung Gianlucas Phantombild und kann dank seiner Kontakte schließlich Constance und Lucian zu Anishs Versteck führen. Nachdem Danioni das Hotel nach Gianluca durchsuchen lässt, bringt Lucian seine Mutter zu Anish; Constance verhindert gerade noch, dass die Polizei ihn entdeckt. Alice kehrt von ihrem Urlaub zurück – mit einem Verlobten, Victor Michel. |
| 4   | Contortions      | Gerade nachdem Constance und Lucian miteinander geschlafen haben, kommt ein Telegramm, das Roses Ankunft ankündigt, die am nächsten Tag eintrifft. Cecil will Danioni dazu bringen, dass er Bella einen Anbau nicht genehmigt; der will dazu ein Gesetz nutzen, nach dem sie das Hotel Cecil überschreiben müsste. Farrino lädt die beiden Männer zu einem Galaabend im Casino ein, bei dem Claudine singen soll. Danioni schlägt Cecil vor, die Amerikaner mit Grappa aus italienischen Weinbergen zu beliefern. Lucian hat Anish als neues Versteck zu einem Bootswrack gebracht, wo er ihn versorgt, während Constance Rose schwimmen hilft. Rose erkennt, dass Constance und Lucian miteinander schliefen. |
| 5   | Subterfuges      | Betty telefoniert nach England und erfährt, wie es um Constances Mutter steht. Danioni verweigert Bella die Genehmigung mit Verweis auf ein Ehegesetz: Die Hotelmehrheit soll nicht von einer Frau gehalten werden. Im Anschluss belauscht sie ein Treffen zwischen Cecil und Danioni. Mit Albanis Hilfe berät sie sich mit dem Anwalt Bruzzone. Bella, der Cecil nachfolgt, trifft in Genua das erste Mal seit Jahren, aber sagt ihm, dass sie nicht mehr schreiben sollen. Hinterher lässt sie Cecil Dokumente unterschreiben, die ihm die Mehrheitsanteile übertragen. |
| 6   | Farewells        | Während des Galaabends im Casino soll auch Anishs Transport in einem LKW über die Grenze stattfinden. Lucian lässt sich von Billy zu ihnen bringen, um sich zu verabschieden. Nachdem Lucian ihr gesagt hat, dass er sie nicht liebt, will Rose von einer Brüstung ins Meer springen. Bei einem Kartenspiel verliert Cecil die Hoteldokumente an Victor; später enthüllt ihm Bella aber, dass die Übertragung der Anteile ungültig war und sie sie an Carlo überträgt. Der holt die Dokumente von Victor zurück, den er als Betrüger entlarvt. Anish und Gianluca werden von der Polizei abgefangen. Am Morgen wird entdeckt, dass Rose nicht da ist, und eine Suche gestartet. Constance erfährt von ihrer Mutter und will gehen, obwohl Lucian sie liebt. In einem einsamen Feld erschießt Danioni Anish und Gianluca. |

### Staffel 3
| Nr. | Titel        | Inhalt |
| --- | ------------ | --- |
| 1   | Entitled     | Zwei Jahre später, 1929, versucht sich Bella im Keller an der Herstellung von kosmetischen Lotionen. Nach Ende der Saison besuchen sie das erste Mal ihr Vater George und ihre Mutter Amelia. Zugleich kommt Cecil, mittlerweile der Viscount, wieder, denn er möchte die Scheidung, da er eine junge Geliebte hat. Dafür bräuchte er von ihr eine Erklärung des Ehebruchs, was ihrem Ruf und damit dem Hotel schaden würde. |
| 2   | Proposals    | Cecil braucht Geld, um den Adelsbesitz zu bezahlen. Claudine kommt wieder ins Hotel, wo der Start ihrer Parfümmarke stattfinden soll. Constance trifft sich mit Brunos Freund Vito und Alice sieht Carlo wieder, mit seiner Schwester auf seinem Pferdehof. Betty und Salvatore halten ihre Verlobungsfeier. Bellas Vater, der sie nicht als Geschäftsfrau ernst nimmt, will das Textilgeschäft bald an Amelia abtreten. Als er sie schließlich dazu bringt, eine Erklärung zu unterschreiben, sich nicht dagegenzustellen, verkündet sie die Scheidungspläne. |
| 3   | Realisations | An der New Yorker Börse, wo auch Cecil und George investiert haben, kommt es zum Schwarzen Freitag. Lucian und Billy kehren mit Anishs Bruder Virat von einer Indienreise zurück, ohne dort ein Lebenszeichen von Anish gefunden zu haben. Marco hilft ihm bei der weiteren Suche in der Stadt. Wenn die Scheidung durchgehen soll, fordert Bellas Vater die Rückzahlung des Darlehens, mit dem sie das Hotel finanziert hatte. Danioni hört zufällig mit, dass Bella vielleicht das Hotel verkaufen müsse, und verlangt von Cecil mehr Geld für ihr Whiskygeschäft. Mit Claudine fasst Bella den Plan, ihre Kosmetika groß herauszubringen, um mehr Geld zu verdienen. Bella unterschreibt für Cecil die Erklärung dafür, dass er mit Geld aus seinen Aktien das Darlehen auszahle. Da taucht Cecils Geliebte Nellie mit der Nachricht vom Börsenkrach auf, die Bellas Vater einen Herzanfall verpasst. |
| 4   | Experiments  | Durch die Verluste kann George nicht den Kredit auszahlen, den er für das Investment in die Börse aufgenommen hat; Nellies Vater Cecil keine Mitgift zahlen, Cecil somit Bella kein Scheidungsgeld geben. Bella fordert aber weiterhin die Scheidung, diesmal mit einer Ehebruchserklärung von Cecil. Cecil wird von Danioni bedroht, und von Jack Turner, der zurückgekehrt ist. Marco und Lucian befragen unter Gewalt Schwarzhemd Antonio Costa, der schließlich gesteht, dass Danioni mit Nishs Verschwinden im Wald zu tun habe. |
| 5   | Revelations  | Alice und Carlo kommen sich beim Reiten wieder näher. In den Vorbereitungen für Claudines Präsentation werden Bellas Produkte geliefert. Nach einer Aussprache mit Amelia findet sie den passenden Markennamen. Cecil macht Jack das Angebot, wenn sie Danioni loswerden, dass Jack dessen Einnahmen am Profit der Geschäfte erhalten könne. Im Wald finden Lucian, Virat und Marco Nishs Leiche, werden aber fast von Danionis Männern entdeckt. Lucian fasst einen Plan, Danioni zu erschießen und danach mit Constance zu verschwinden. Marco muss vor einer Durchsuchung durch die Schwarzhemden fliehen. |
| 6   | Masquerades  | Cecil lädt Danioni zur Feier ein. Bella präsentiert einem Unternehmer den Pitch für ihre Marke. Marco versteckt sich in Bellas Keller. Nachdem die Feier anfängt, erscheint Danioni mit Schwarzhemden auf der Suche nach Marco. Jack betäubt Danioni, überlässt ihn dann aber Cecil alleine. Lucian bringt es nicht fertig, Danioni zu erschießen. Cecil versucht ihn zu ertränken, aber beide retten sich ans Ufer. Als die Schwarzhemden Cecil abführen, stürmt Virat die Feier mit einer Pistole. Im Chaos des Schusswechsels wird Lucian tödlich getroffen. |

## Besetzung und Synchronisation
Die deutschsprachige Synchronisation entsteht nach einem Dialogbuch und unter der Dialogregie von Hilke Flickenschildt durch die Synchronfirma Level 45 GmbH in Berlin.

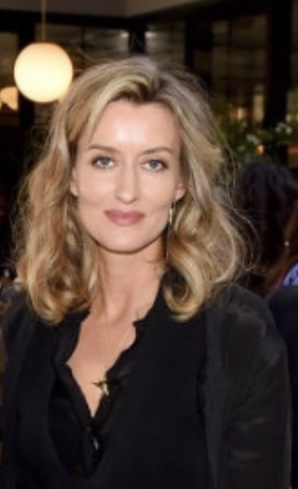
Natascha McElhone spielt die zentrale Figur Bella Ainsworth.

| Rolle                | Darsteller                            | Synchronsprecher   | Staffeln    | Staffeln    |
| Rolle                | Darsteller                            | Synchronsprecher   | HR          | NR          |
| Hauptrollen          | Hauptrollen                           | Hauptrollen        | Hauptrollen | Hauptrollen |
| -------------------- | ------------------------------------- | ------------------ | ----------- | ----------- |
| Bella Ainsworth      | Natascha McElhone                     | Susanne Geier      | 1–3         |             |
| Julia Drummond-Ward  | Lucy Akhurst                          | Ann Vielhaben      | 1–2         |             |
| Constance Marsh      | Louisa Binder                         | Olivia Büschken    | 1–3         |             |
| Betty Scanlon        | Elizabeth Carling                     | Silke Matthias     | 1–3         |             |
| Lucian Ainsworth     | Oliver Dench                          | Roman Wolko        | 1–3         |             |
| Vincenzo Danioni     | Pasquale Esposito                     | Frank Schaff       | 1–3         |             |
| Gianluca Bruzzone    | Rocco Fasano                          | Marc Skanderberg   | 1–2         |             |
| Claudine Pascal      | Lily Frazer                           | Elisa Bannat       | 1–3         |             |
| Jack Turner          | Adam James                            | Jaron Löwenberg    | 1           | 3           |
| Melissa de Vere      | Imogen King                           | Valentina Bonalana | 1           |             |
| Alice Mays-Smith     | Olivia Morris                         | Maria Hönig        | 1–3         |             |
| Conte Carlo Albani   | Daniele Pecci                         | Gianluca Vallero   | 1–3         |             |
| Roberto Albani       | Lorenzo Richelmy                      | David Brizzi       | 1           |             |
| Rose Drummond-Ward   | Claude Scott-Mitchell                 | Lina Rabea Mohr    | 1–2         |             |
| Cecil Ainsworth      | Mark Umbers                           | Frank Röth         | 1–3         |             |
| Dr. Anish Sengupta   | Assad Zaman                           | Marc Bluhm         | 1–2         |             |
| Lady Latchmere       | Anna Chancellor                       | Silvia Mißbach     | 1           |             |
| Luigi Farrino        | Joseph Balderrama                     |                    | 2           |             |
| Paola                | Carolina Gonnelli                     | Filomena Iannacone | 2–3         | 1           |
| Billy Scanlon        | Louis Healy                           | Oliver Szerkus     | 2–3         | 1           |
| Jonathan Bertram     | Oscar Lloyd                           |                    | 2           |             |
| Marco Bonacini       | Giorgio Marchesi                      | Marius Clarén      | 2–3         |             |
| Victor Michel        | Roby Schinasi                         | François Smesny    | 2           |             |
| Amelia Jackson       | Camilla Rutherford                    | Marie Bierstedt    | 3           |             |
| George Livesey       | David Schofield                       | Axel Lutter        | 3           |             |
| Nebenrollen          |                                       |                    |             |             |
| Francesco            | Petar Benčić                          |                    |             | 1, 3        |
| Lizzie Wingfield     | Bethan Cullinane                      | Manja Doering      |             | 1           |
| Henry Bowater        | Glen McCready (1) Oliver Dimsdale (2) |                    |             | 1–2         |
| Lottie Mays-Smith    | Maya Ramadan (1) Laura Radetić (3)    | Emilia Liebich     |             | 1, 3        |
| Pelham Wingfield     | Dominic Tighe                         | Alexander Doering  |             | 1           |
| Viscount Heddon      | Henry Tomlinson                       |                    |             | 1–2         |
| Bruno                | Marko Braic                           | Maximilian Dirr    |             | 2–3         |
| Jane Dodsworth       | Melanie Gray                          | Svantje Wascher    |             | 2           |
| Patricia Dodsworth   | Michele Moran                         | Svantje Wascher    |             | 2           |
| Salvatore            | Bruno Nacinovich                      | Roberto Guerra     |             | 2–3         |
| Sergeant Perotti     | Antonio Scarpa                        |                    |             | 2           |
| Tommy                | Dominik Biondić                       |                    |             | 3           |
| Randall Gibson-White | Corey Johnson                         | Thomas Schmuckert  |             | 3           |
| Antonio Costa        | Francesco Martino                     |                    |             | 3           |
| Vito                 | Leonardo Pazzagli                     | Karim El Kammouchi |             | 3           |
| Virat Sengupta       | Gurjeet Singh                         | Marco Eßer         |             | 3           |
| Nellie Gibson-White  | Shannon Tarbet                        | Magdalena Höfner   |             | 3           |

## Produktion
Die Serie Hotel Portofino stammt von Matt Baker für Eagle Eye Drama, ein Produktionsunternehmen des britischen Streamingservices Walter Presents von Walter Iuzzolino, das sich zu seiner Gründung 2019 eigentlich auf Remakes europäischer Serien konzentrierte. Der ehemalige Journalist Baker, der den Lockdown aufgrund der COVID-19-Pandemie zu einem Karrierewechsel nutzte, schrieb Remakes des belgischen Professor T., des schwedischen Before We Die und des dänischen Forhøret. Hotel Portofino ist seine und Eagle Eyes erste Originalserie.
Baker schrieb sie im Herbst 2020 während Großbritanniens zweiten Lockdowns mit dem Ziel, sonnige eskapistische Unterhaltung zu erschaffen. Seine ersten Ideen entwickelte er mit seiner Frau Jo McGrath und Iuzzolino, den Führungskräften von Eagle Eye, zu einem ersten Entwurf der Serie. Anfang 2021 traten Regisseur Adam Wimpenny und Produzentin Julia Baines dem Projekt bei.
Gedreht wurde die Serie hauptsächlich in Kroatien, für Außenaufnahmen aber auch vor Ort in Portofino. Das Gebäude für das Hotel befindet sich im kroatischen Opatija. Die zweite Staffel war 2022 das größte in Kroatien gedrehte Projekt des Jahres. Die Dreharbeiten der ersten Staffel dauerten aufgrund der Einhaltung von COVID-19-Maßnahmen zwei bis drei Monate, während die zweite Staffel in anderthalb Monaten gedreht wurde. Die Dreharbeiten der dritten Staffel fanden ab Ende Juni 2023 für 60 Tage statt.

## Rezeption
Anita Singh für den Telegraph vergab 2 von 5 Sternen und befand, die Serie lasse sich deutlich von Downton Abbey und Die  Durrells auf Korfu inspirieren, sei aber nur eine fade Imitation von beiden.
Allison Keene von Paste vergab 8,5 von 10 Punkten und rezensierte, „mit dem saphirblauen Meer, einem Überfluss an weißen Kleidern und Leinenhosen, und dem jazzigen Soundtrack sorgt Hotel Portofino für einen Entspannungsausflug. Es ist die Art Serie, die einen einlädt, sich zu erholen und einige schöne Stunden damit zu verbringen, sich im wohlfrisierten Drama zu sonnen.“